# Берег (Карелия)
Бе́рег — деревня на берегу озера Падмозеро, в южной части населённого пункта Падмозеро, входящего в состав Толвуйского сельского поселения Медвежьегорского района Республики Карелия.

## Общие сведения
Располагается на Заонежском полуострове в северо-восточной части Онежского озера на берегу озера Падмозеро.
Деревня находится в южной части населённого пункта Падмозеро, примерно в 55 км к юго-востоку от Медвежьегорска и в 7 км северо-западнее села Толвуя, высота центра над уровнем моря 43 м.

## Население
| 2002 | 2010 | 2013 |
| ---- | ---- | ---- |
| 2    | ↗4   | ↘3   |